# Diego Osío
Diego Andrés Osío Valencia (Valencia, Venezuela, 3 de enero de 1997) es un futbolista venezolano que juega como defensa en el Deportivo la Guaira de la Primera División de Venezuela.

## Trayectoria
Diego Osío empezó su carrera como futbolista en las categorías inferiores del Carabobo, paso por el filial. Estuvo en el Sudamericano Sub-17 donde fue subcampeón y el Mundial Sub-17 donde fueron eliminados en primera fase en 2013.
Debutó en Primera División el 21 de septiembre de 2014 con el Carabobo Fútbol Club en un partido ante Llaneros de Guanare FC con victoria 2-1.
En 2020 es fichado por el Caracas F.C

## Participaciones internacionales
| Selección | Competición                      | Resultado    | Partidos | Goles |
| --------- | -------------------------------- | ------------ | -------- | ----- |
| Sub-17    | Sudamericano Sub-17 de 2013      | Subcampeón   | 0        | 0     |
| Sub-17    | Mundial de Fútbol Sub-17 de 2013 | Primera fase | 2        | 0     |
| Total     | Total                            | Total        | 2        | 0     |

## Clubes
| Club                                | Div.          | Temporada     | Liga  | Liga  | Copas | Copas | Internacional | Internacional | Total | Total |
| Club                                | Div.          | Temporada     | Part. | Goles | Part. | Goles | Part.         | Goles         | Part. | Goles |
| ----------------------------------- | ------------- | ------------- | ----- | ----- | ----- | ----- | ------------- | ------------- | ----- | ----- |
| Carabobo · Venezuela                | 1.ª           | 2014-15       | 1     | 0     | -     | -     | -             | -             | 1     | 0     |
| Carabobo · Venezuela                | 1.ª           | 2015          | 4     | 0     | -     | -     | -             | -             | 4     | 0     |
| Carabobo · Venezuela                | 1.ª           | 2016          | 0     | 0     | -     | -     | -             | -             | 0     | 0     |
| Carabobo · Venezuela                | 1.ª           | 2017          | 8     | 0     | 1     | 0     | -             | -             | 9     | 0     |
| Carabobo · Venezuela                | 1.ª           | 2018          | 1     | 0     | -     | -     | -             | -             | 1     | 0     |
| Carabobo · Venezuela                | 1.ª           | 2019          | 37    | 0     | 1     | 0     | -             | -             | 38    | 0     |
| Carabobo · Venezuela                | 1.ª           | 2025          | 0     | 0     | 0     | 0     | -             | -             | 0     | 0     |
| Carabobo · Venezuela                | Total club    | Total club    | 51    | 0     | 2     | 0     | 0             | 0             | 53    | 0     |
| Caracas · Venezuela                 | 1.ª           | 2020          | 18    | 2     | -     | -     | 7             | 0             | 25    | 2     |
| Caracas · Venezuela                 | 1.ª           | 2021          | 32    | 1     | -     | -     | 4             | 0             | 36    | 1     |
| Caracas · Venezuela                 | 1.ª           | 2022          | 11    | 0     | -     | -     | 3             | 0             | 14    | 0     |
| Caracas · Venezuela                 | Total club    | Total club    | 61    | 3     | 0     | 0     | 14            | 0             | 75    | 3     |
| Academia Puerto Cabello · Venezuela | 1.ª           | 2023          | 20    | 1     | -     | -     | 4             | 0             | 24    | 1     |
| Academia Puerto Cabello · Venezuela | Total club    | Total club    | 20    | 1     | 0     | 0     | 4             | 0             | 24    | 1     |
| Real Cartagena · Colombia           | 2.ª           | 2024          | 15    | 1     | 2     | 0     | -             | -             | 17    | 1     |
| Real Cartagena · Colombia           | Total club    | Total club    | 15    | 1     | 2     | 0     | 0             | 0             | 17    | 1     |
| Total carrera                       | Total carrera | Total carrera | 147   | 5     | 4     | 0     | 18            | 0             | 169   | 5     |

- Datos: Q45175081